# Manuel Baz
Manuel Santos López, conocido como Manuel Baz (Salamanca, 1917 - Talavera de la Reina, 16 de agosto de 1994) fue un libretista de comedia musical y revista español.

## Biografía
Hermano del cómico Fernando Santos pasó sus primeros años de vida en su ciudad natal hasta finalizar sus estudios de Bachillerato. Se instala luego en Madrid y comienza su trayectoria como autor de Revista junto a su hermano para el que escribe - además de para Tomás Zori y Manolo Codeso la pieza Metidos en harina (1953).
En años sucesivos mantiene la relación profesional con Zori y Santos en montajes entre los que pueden mencionarse Una cana al aire (1954), Ole torero (1957), Lo que quiera mi papá (1958), Carolina de mi corazón (1959), Música y picardía (1961), Antón Pirulero (1962), Me lo dijo Adela (1963) o La señora es el señor (1975), con Esperanza Roy. También es autor de El lío nuestro de cada día (1978), dirigida e interpretada por Ismael Merlo. Además se le debe el guion de la película Pescando millones (1958) también del trío cómico Zori, Santos y Codeso.
Sus mayores éxitos profesionales le llegan de la mano de Lina Morgan, para la que escribe sus mayores éxitos sobre los escenarios: ¡Un, dos, tres... cásate esta vez! (1972-1973), Pura, metalúrgica (1975-1976), Casta ella, Casto él (1976-1977), La marina te llama (1977-1980), ¡Vaya par de gemelas! (1980-1983), ¡Sí al amor! (1983-1987) y El último tranvía (1987-1991), algunas de las cuales alcanzaron las mayores recaudaciones en el teatro español del último cuarto del siglo XX.

## Obras
Es autor de los siguientes montajes:
- Metidos en harina (1953)
- Una cana al aire (1954)
- Tres caballeros (1954)
- El vivo al bollo (1955)
- Fuera de juego (1956)
- Carambola (1956)
- Olé torero (1957)
- Lo que quiera mi papá (1958)
- Carolina de mi corazón (1959)
- Eloísa, Abelardo y dos más (1960)
- A la vejez viruelas (1961)
- Tres eran tres los novios de Elena (1961)
- Música y picardía (1961)
- Antón Pirulero (1962),
- Me lo dijo Adela (1963)
- El marido de mi mujer (1964),
- El guardia y el taxista (1965)
- Adán y Eva (1966)
- A Alemania me voy (1967)
- Trabaja, pero seguro (1967)
- Los tunantes (1968)
- Esto tiene truco (1970)
- El último de Filipinas (1971)
- Un, dos, tres, cásate otra vez (1972)
- El cuento de la lechera (1974)
- La señora es el señor (1974)
- Pura, metalúrgica (1975)
- Casta ella, casto él (1977)
- El lío nuestro de cada día (1988)
- Todo el monte es orégano (1978)
- La Marina te llama (1979)
- La chispa de la vida (1981)
- ¡Vaya par de gemelas! (1981)
- ¡Sí al amor! (1983)
- El último tranvía (1987)